# Andoni Iraola
Andoni Iraola Sagarna, plus couramment appelé Andoni Iraola, est un footballeur international espagnol reconverti entraîneur né le 22 juin 1982 à Usurbil. Il joue au poste de défenseur droit. Il débute en sélection espagnole le 20 août 2008 face au Danemark avec une victoire 3-0, et joue avec la sélection du Pays Basque. Il compte sept sélections avec la Roja et huit avec le Pays Basque.
Ce joueur a la particularité de marquer régulièrement à un poste plutôt en retrait offensivement, en effet il a inscrit plus d'une cinquantaine de buts dans sa carrière. Il est aussi le quatrième joueur le plus utilisé de l'histoire de l'Athletic Bilbao.

## Carrière
Issu des rangs d'un petit club basque partenaire de l'Athletic Bilbao, Antiguoko (où sont également passés Mikel Arteta ou Xabi Alonso), il est arrivé au centre de formation de Bilbao, Lezama à l'âge de 17 ans. Depuis le début de sa carrière avec le groupe pro (1er match le 30 août 2003 face au FC Barcelone lors d'une défaite 0-1), il est vite reconnu comme l'un des tout meilleurs défenseur latéral droit d'Espagne par sa technique très sûre et son abattage.
Le 30 avril 2015, il annonce qu'il quitte l'Athletic, après douze années passées en équipe première. Le 16 juin suivant, il s'engage avec la nouvelle franchise new-yorkaise de Major League Soccer, le New York City FC. Il fait ses débuts sous le maillot bleu ciel moins d'un mois plus tard, le 12 juillet, contre le Toronto FC dans une rencontre se soldant par une égalité 4-4.
Après une saison et demie en Amérique du Nord, il annonce le 17 novembre 2016 se retirer du football.
Le 6 août 2020, il devient entraîneur du Rayo Vallecano en D2.

## Palmarès
- Athletic Bilbao
  - Finaliste de la Copa del Rey : 2009 et 2012
  - Finaliste de la Ligue Europa : 2012